# Stephen Frick
Stephen Nathaniel Frick (født 30. september 1964) er en NASA-astronaut, og har indtil videre fløjet én rumfærgemission. Han er uddannet flyingeniør på United States Naval Academy i 1986, og er uddannet pilot på F/A-18 og har fløjet i den amerikanske flåde, om bord på hangarskibet USS Saratoga, bl.a. under Golfkrigen. Frick læste derefter sig til master som flyingeniør på United States Postgraduate School i 1994. 
Frick blev udvalgt som astronaut-kandidat i 1996, og er blevet uddannet rumfærge-pilot. Han var pilot på rumfærgemissionen STS-110. 
I juli 2006, blev Frick udnævnt til kaptajn på rumfærgemissionen STS-122 opsendt d. 7. februar 2008, der bragte det europæiske Columbusmodul til Den Internationale Rumstation .